# Sepolcreto della Peste di Barletta
Il Sepolcreto della Peste di Barletta è un'area sepolcrale di Barletta risalente al seicento, realizzato per seppellire, tra gli altri, i corpi degli appestati. 

## Storia
L'area sepolcrale si trova sotto la Chiesa di Sant'Andrea ed è stata riscoperta tra il 2008 e il 2009.
Fu nei secoli il rifugio delle spoglie mortali di numerose famiglie barlettane in vista e per i barlettani che perirono durante la peste del 1630, anno in cui la popolazione della città fu decimata 
Nel piano superiore sono ancora presenti decine di lastre tombali delle grandi famiglie nobiliari barlettane, dal 1500 agli inizi del 1700.
Meritano una menzione le lastre della famiglia De Gattis e Della Marra, artisticamente valide, considerando il periodo.
I De Gattis, in particolare, furono i padroni indiscussi della città nella seconda metà del 1300 e rivaleggiano con i Della Marra per il dominio sulla città ofantina.